# Journal of Infection
O Journal of Infection é uma revista médica mensal revisada por pares na área de doenças infecciosas, cobrindo microbiologia, epidemiologia e prática clínica. Fundada em 1979, a revista foi inicialmente publicada trimestralmente pela Academic Press. O primeiro editor foi Hillas Smith. O Journal of Infection é a publicação oficial da British Infection Association (anteriormente British Infection Society e British Society for the Study of Infection). Desde 2006, o editor-chefe é Robert C. Read (Universidade de Southampton, Reino Unido) e a editora é a Elsevier.

## Abstração e indexação
A revista é resumida e indexada em:
- Academic OneFile[1]
- CAB Abstracts[2]
- Chemical Abstracts[3]
- CINAHL[4]
- Current Contents/Life Sciences[5]
- Elsevier BIOBASE[1]
- Embase[1]
- Global Health[6]
- Index Medicus/MEDLINE/PubMed[7]
- Science Citation Index[5]
- Scopus[1]
- Tropical Diseases Bulletin[8]

De acordo com o Journal Citation Reports, o Journal of Infection tem um fator de impacto de 38.637 em 2021, classificando-o em 4º lugar entre 94 na categoria Doenças Infecciosas. 